# Venci Sebek
Vaclav „Venci“ Sebek (* 25. Mai 1963 in New York City, New York) ist ein ehemaliger US-amerikanischer Eishockeyspieler, der 1997 mit den Kassel Huskies deutscher Vizemeister wurde.

## Karriere
Sebek begann seine Karriere 1979 bei den Brantford Alexanders, die er nach einer Saison verließ und zu den Niagara Falls Flyers wechselte. Vor Beginn der Saison 1981/82 nahmen ihn die Buffalo Sabres aus der National Hockey League unter Vertrag, die ihn im NHL Entry Draft 1981 in der neunten Runde an 185. Position ausgewählt hatten. Allerdings absolvierte der Verteidiger kein einziges NHL-Spiel für die „Sabres“ und verbrachte die folgenden drei Spielzeiten bei den Peterborough Petes in der Ontario Hockey League und den Rochester Americans in der American Hockey League, mit denen er in der Saison 1982/83 den Calder Cup gewann.
Zur Spielzeit 1984/85 zog es ihn dann in die International Hockey League zu den Flint Generals, die er jedoch noch während der Saison in Richtung Toledo Goaldiggers verließ. Dort war er bis 1986 sportlich aktiv, ehe er ein Vertragsangebot aus Deutschland vom EHC Freiburg aus der 2. Eishockey-Bundesliga bekam. Mit Freiburg feierte Sebek in der Saison 1987/88 den Aufstieg in die erste Bundesliga. Abgeworben wurde er anschließend vom EV Landshut im Jahre 1989, für die er zwei Jahre auflief, bis er zur Saison 1991/92 zum SB Rosenheim wechselte.
Nachdem der gebürtige New Yorker für die darauf folgenden zwei Spielzeiten zum Mannheimer ERC wechselte, zog es ihn zur neugegründeten Deutschen Eishockey Liga zurück nach Rosenheim zu den ausgegliederten „Starbulls“. Zur Saison 1995/96 wechselte er letztendlich zu den Kassel Huskies, mit denen er zwei Jahre in Folge in die Play-offs einzog und 1997 mit ihnen die deutsche Vizemeisterschaft feierte.
In der darauf folgenden Saison lief er mit den „Huskies“ in der European Hockey League auf, jedoch erlitt der US-Amerikaner bereits nach drei Spieltagen in der DEL eine schwere Verletzung und musste infolgedessen seine Karriere beenden.

## Erfolge und Auszeichnungen
- 1983 Calder-Cup-Gewinn mit den Rochester Americans